# Diócesis de la Iglesia del Oriente entre 1318 y 1552
Las diócesis de la Iglesia del Oriente entre 1318 y 1552 fueron provincias metropolitanas y diócesis de esa Iglesia durante el período de 1318 (derrocamiento de la dinastía mongol Yuan en China) hasta 1552 (cisma de la Iglesia del Oriente de 1552). Fueron muchas menos en número que durante el período de mayor expansión de la Iglesia en el siglo X. Entre 1318 y 1552 los horizontes geográficos de la Iglesia del Oriente, que una vez se había extendido desde Egipto hasta China, se redujeron drásticamente. En 1552, con la excepción de varias comunidades siríacas orientales en la India, la jurisdicción eclesiástica de la Iglesia del Oriente estaba confinada a su corazón original en el norte de Mesopotamia.

## Antecedentes

### Consolidación del cristianismo siríaco oriental en el norte de Mesopotamia
A finales del siglo XIII, aunque persistían puestos avanzados aislados siríacos orientales al sureste del río Gran Zab, los distritos del norte de Mesopotamia incluidos en las provincias metropolitanas de Mosul y Nísibis se consideraban claramente como el corazón de la Iglesia del Oriente. Cuando los monjes Bar Sawma y Marcos (el futuro patriarca Yahballaha III) llegaron a Mesopotamia desde China a fines de la década de 1270, visitaron varios monasterios e iglesias siríacas orientales:

Llegaron a Bagdad y de allí fueron a la gran iglesia de Kokhe y al monasterio del apóstol Mar Mari, y recibieron una bendición de las reliquias de ese país. Y desde allí volvieron y llegaron al país de Beth Garmaï, y recibieron bendiciones del santuario de Mar Ezekiel, que estaba lleno de ayudas y curaciones. Y de allí fueron a Erbil, y de allí a Mosul. Y fueron a Shigar, Nísibis y Mardin, y fueron bendecidos por el santuario que contenía los huesos de Mar Awgin, el segundo Cristo. Y de allí fueron a Gazarta d'Beth Zabdaï, y fueron bendecidos por todos los santuarios y monasterios, y las casas religiosas, y los monjes y los padres de sus diócesis.

Con la excepción de la iglesia patriarcal de Kokhe en Bagdad y el cercano monasterio de Mar Mari, todos estos sitios estaban muy al norte de Bagdad, en los distritos del norte de Mesopotamia, donde el histórico cristianismo siríaco oriental sobrevivió hasta el siglo XX.
Un patrón similar es evidente varios años después. Once obispos estuvieron presentes en la consagración del patriarca Timoteo II en 1318: los metropolitanos José de ʿIlam, ʿAbdishoʿ de Nísibis y Sem ʿon de Mosul, y los obispos Shem ʿon de Beth Garmaï, Shem ʿon de Tirhan, Shem 'on de Balad, Yohannan de Bet Waziq, Yohannan de Shigar, 'Abdisho' de Hnitha, Isaac de Bet Daron y Isho 'yahb de Tella y Barbelli (Marga). El propio Timoteo había sido metropolitano de Erbil antes de su elección como patriarca. Una vez más, con la excepción de ʿIlam (cuyo metropolitano, José, estuvo presente en su calidad de 'sucesor designado' (natar kursya), todas las diócesis representadas estaban en el norte de Mesopotamia.

### Colapso de las provincias exteriores
Las provincias exteriores de la Iglesia del Oriente, con la importante excepción de la India, se derrumbaron durante la segunda mitad del siglo XIV. Aunque se sabe poco de las circunstancias de la desaparición de las diócesis siríacas orientales en Asia Central (que puede que nunca se hayan recuperado por completo de la destrucción causada por los mongoles un siglo antes), puede haber sido debido a una combinación de persecución, enfermedad y aislamiento.
La culpa de la destrucción de las comunidades siríacas orientales al este de Irak se ha atribuido a menudo al líder turco-mongol Tamerlán, cuyas campañas durante la década de 1390 causaron estragos en Persia y Asia Central. No hay razón para dudar de que la destrucción causada por Tamerlán cayó indiscriminadamente sobre cristianos y musulmanes por igual, pero en muchas partes de Asia Central, el cristianismo había desaparecido décadas antes de las campañas de Tamerlán. La evidencia sobreviviente de Asia Central, incluida una gran cantidad de tumbas fechadas, indica que la crisis de la Iglesia siríaca oriental ocurrió en la década de 1340 en lugar de en la década de 1390.
Varios contemporáneos, incluido el enviado papal Giovanni de Marignolli, mencionaron el asesinato del obispo latino de la diócesis de Almalik, Riccardo di Burgundia y seis de sus compañeros en 1339 o 1340 por una turba musulmana en Almalik, la ciudad principal de Tangut en el Kanato de Chagatai, y la conversión forzosa de los cristianos de la ciudad al islam. Las últimas lápidas en dos cementerios siríacos orientales descubiertas en Mongolia a fines del siglo XIX datan de 1342, y varias conmemoran muertes durante una plaga en 1338. En China, las últimas referencias a cristianos siríacos orientales y latinos datan de la década de 1350, y es probable que todos los cristianos extranjeros fueran expulsados de China poco después de la revolución de 1368, que reemplazó a la dinastía Yuan mongol por la xenófoba dinastía Ming.
El colapso del cristianismo siríaco oriental en Asia fue probablemente tan completo porque siempre había sido costumbre de la Iglesia del Oriente enviar obispos de Mesopotamia a las diócesis de las ‘provincias exteriores’. En el caos que siguió a la muerte del ilkan Abu Sa'id en 1335, pudo haber sido incapaz de enviar obispos nuevos a Asia Central, y sin líderes de suyo propio, la absorción de estas comunidades por el islam era inevitable.

### Campañas de Tamerlán, 1380-1405

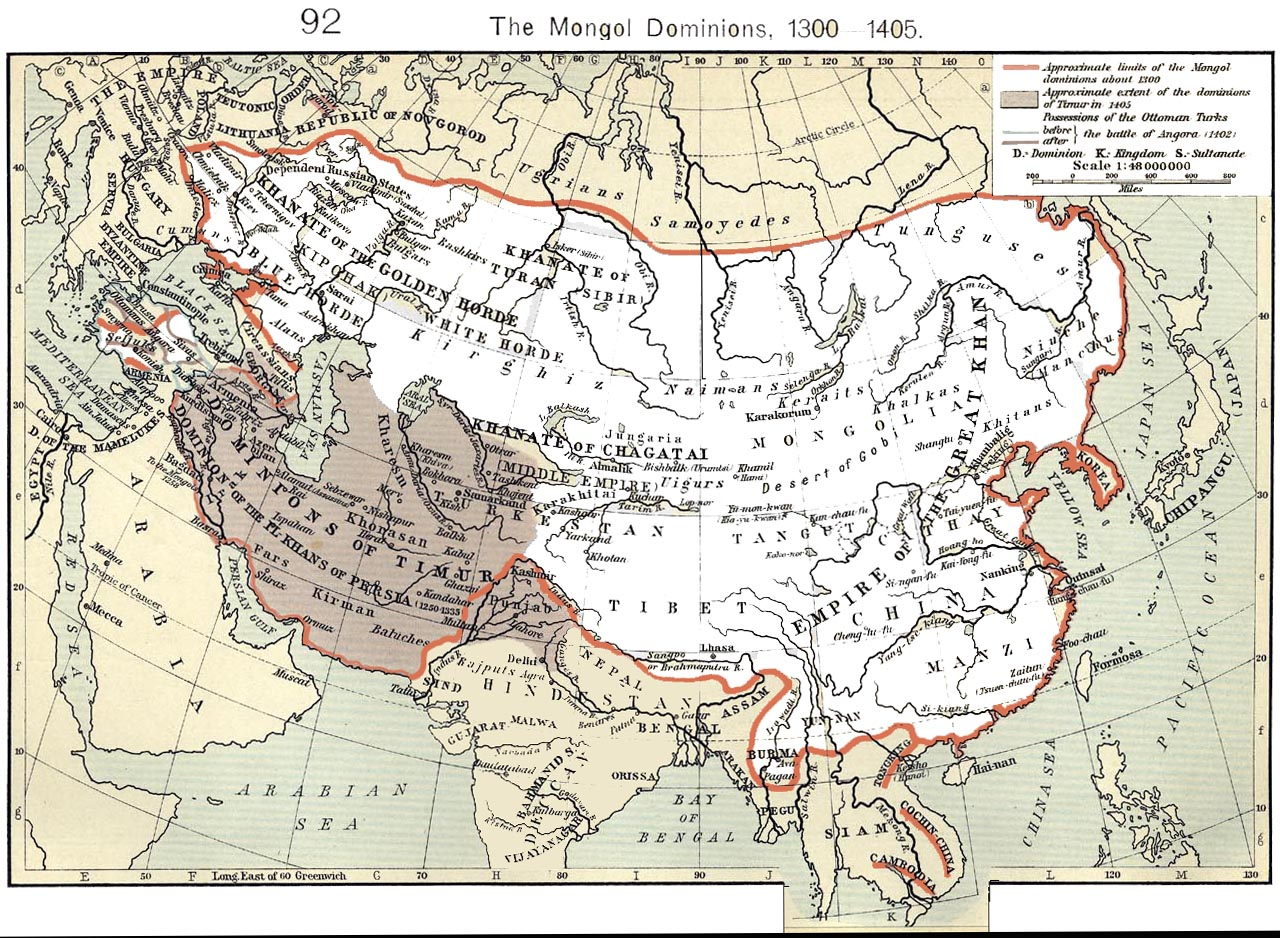
Imperio de Tamerlán, c.1405

Es posible que varias diócesis siríacas orientales en Irak fueran destruidas durante las salvajes campañas de Tamerlán en Asia occidental entre 1380 y 1405. El centro siríaco occidental de Tagrit en el distrito de Ṭirhan fue saqueado por Tamerlán, poniendo fin a su importancia como residencia de los primados siríacos ortodoxos locales, titulados mafrianes, y las comunidades vecinas siríaco orientales en Beth Garmaï y Adiabene pueden haber sido tratadas de manera similar. En ausencia de un contexto mejor, la desaparición de las tradicionales diócesis siríacas orientales de Beth Waziq, Beth Daron, Tirhan y Daquqa, todas las cuales tuvieron obispos a principios del siglo XIV, puede haber sido el resultado de las campañas de Tamerlán. En ʿIlam, la diócesis metropolitana de Jundishapur (mencionada por última vez en 1318) y las diócesis de Susa y Shushter (mencionadas por última vez hacia finales del siglo XIII) también pueden haber llegado a su fin en este período.
Por el contrario, el cristianismo siríaco oriental continuó floreciendo en el norte de Mesopotamia. Aunque las comunidades siríaco orientales desaparecieron de varias aldeas de los distritos de Nísibis y Mosul en los siglos XIV y XV, los patrones de asentamiento parecen haber persistido en general sin perturbaciones radicales. Aunque ha sobrevivido información insuficiente para estar seguros, bien puede haber habido una sucesión continua de obispos en las diócesis de Nísibis, Mosul y Erbil, y quizás también en las diócesis de Hesna d'Kifa, Gazarta, Salmas y Urmía. Las campañas de Tamerlán pueden haber estimulado una migración de cristianos siríacos orientales desde las llanuras hacia las colinas de los distritos de Bohtan y Hakkâri, ya que en el siglo XV se creó una nueva diócesis para Atel y Bohtan, y quizás más o menos al mismo tiempo para Berwari.
Durante los siglos XIV y XV también hubo una diócesis metropolitana para una comunidad de comerciantes siríacos orientales en Chipre. Esta comunidad se vio sometida a una fuerte presión por parte de la Iglesia latina, y la diócesis decayó después de que el metropolitano Timoteo se convirtiera al catolicismo en 1445.
A mediados del siglo XVI las comunidades siríacas orientales en la India eran todo lo que sobrevivía de las provincias exteriores de la Iglesia del Oriente (aunque los nombres de las antiguas provincias de Armenia, Arzún, Jerusalén y China persistieron o fueron revividos más tarde en los títulos de los metropolitanos de Nísibis, Hesna d'Kifa, Amida e India respectivamente). En el oeste había pequeñas comunidades siríacas orientales en Jerusalén, Alepo y Chipre, pero sin obispos. Todavía se pueden encontrar pequeñas comunidades en los distritos de Erbil, Kirkuk y Tabriz, pero la fuerza principal de la Iglesia se limitó al norte de Mesopotamia, en los distritos que anteriormente habían comprendido las provincias metropolitanas de Nísibis y Mosul. Aunque hubo un asentamiento continuo de siríacos orientales en estos distritos entre los siglos XIII y XVI, las diócesis tradicionales de Beth Nuhadra, Beth Bgash, Marga (Tella y Barbelli), Hnitha y Salakh en la provincia de Mosul, y Balad y Tamanon en la provincia de Nísibis, dejaron de existir en una fecha desconocida durante este período.

### Misión siríaca oriental a la India, 1490-1503
Entre 1490 y 1503 la Iglesia del Oriente respondió a la solicitud de una misión a Mesopotamia de los cristianos siríacos orientales de la costa de Malabar de la India para que se les enviaran obispos. En 1490 dos cristianos de Malabar llegaron a Gazarta para solicitar al patriarca Shem ʿon IV que consagrara un obispo para su Iglesia. Dos monjes del monasterio de Mar Awgin fueron consagrados obispos y enviados a la India. Sem ʿon IV murió en 1497, para ser seguido por el corto reinado de Sem ʿon V, que murió en 1502. Su sucesor, Eliya V, consagró tres obispos más para la India en abril de 1503. Estos obispos enviaron un informe al patriarca desde la India en 1504, describiendo la condición de la Iglesia siríaca oriental en la India e informando la llegada reciente de los portugueses. Eliya ya había muerto cuando esta carta llegó a Mesopotamia, y fue recibida por su sucesor, Sem ʿon VI (1504-1538).

## Obispos siríacos orientales, 1318-1552

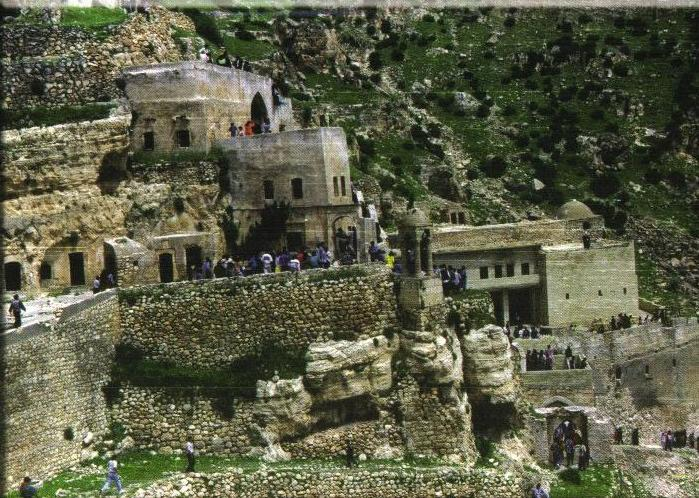
El monasterio Rabban Hormizd, Alqosh

La desaparición de tantas diócesis antiguas era probablemente una consecuencia de la introducción de la sucesión hereditaria en la mitad del siglo XV por el patriarca Sem 'on IV, que finalmente resultó en una escasez de obispos en la Iglesia del Oriente. Se dice que el patriarca Shem ʿon VII Isho ʿyahb confió la administración de algunas diócesis vacantes a laicos y consagró a dos sobrinos como metropolitanos, de doce y quince años respectivamente, presumiblemente porque no había parientes mayores disponibles. En 1552 la Iglesia del Oriente tenía solo tres obispos; los obispos de Salmas, Erbil y Adarbaigán, quienes apoyaron la elección de Sulaqa.

### La diócesis de Nísibis
La diócesis de Nísibis, sede de un obispo metropolitano siríaco oriental desde 410, sobrevivió hasta la segunda década del siglo XVII. Para entonces, Nísibis era poco más que una aldea y el futuro del cristianismo siríaco oriental en la región estaba en las comunidades caldeas establecidas recientemente en las ciudades de Amida (actual Diyarbakır) y Mardin. Ambas ciudades tenían obispos caldeos enérgicos en este período, y la histórica diócesis de Nísibis fue en consecuencia formalmente abolida en el sínodo caldeo de Amida en 1616. El título de Nísibis se incluyó a partir de entonces en el título de los metropolitanos de Mardin.
Varios metropolitanos de Nísibis están atestiguados entre 1318 y 1616. El célebre autor siríaco oriental ʿAbdishoʿ Bar Brikha, que floreció durante el reinado del patriarca Yahballaha III (1281-1317), fue metropolitano de Nísibis durante los primeros años del siglo XIV y estuvo presente en la consagración del patriarca Timoteo II en 1318. Se desconoce la fecha de su muerte, pero según una lista de metropolitanos de Nísibis compilada en la segunda mitad del siglo XIV, sus sucesores inmediatos fueron Mikha'il, ʿAbdishoʿ, Yahballaha e Isho ʿyahb.
Se conocen tres metropolitanos de Nísibis del siglo XV. Un metropolitano llamado Timoteo se menciona en el colofón de un manuscrito copiado en 1429/1430. Un metropolitano llamado ʿAbdishoʿ donó un manuscrito a la iglesia de Mar Pethion en Amida en mayo de 1458. El metropolitano Eliya de Nísibis, Armenia, Mardin, Amida, Siirt y Hesna d'Kifa' fue mencionado en los colofones de tres manuscritos copiados entre 1477 y 1483.
No se tiene constancia de ningún metropolitano de Nísibis durante la primera mitad del siglo XVI, y es posible que el cargo haya permanecido vacante durante gran parte de este período. Si es así, la vacante se cubrió poco después del cisma de 1552. Un metropolitano de Nísibis llamado Isho ʿyahb, hijo del sacerdote Samuel de Mosul, se menciona en los colofones de una serie de manuscritos copiados entre 1554 y 1575, asociados con el patriarca tradicionalista Shem ʿon VII Isho ʿyahb y su sucesor Eliya VI (1558-1591). Inusualmente para un metropolitano de Nísibis, su título también incluía a Amida y Mardin, los cuales tenían obispos católicos consagrados por Sulaqa, y probablemente fue consagrado por Shem ʿon VII Isho ʿyahb en respuesta al fuerte desafío católico montado por Sulaqa en los distritos occidentales.

### La diócesis de Erbil
El metropolitano José de Erbil se convirtió en patriarca en 1318, tomando el nombre de Timoteo II. La diócesis de Erbil parece haber persistido hasta el siglo XVII, pero solo se conocen cuatro metropolitanos posteriores de Erbil. El metropolitano Yohannan Bar Yak, que floreció en fecha desconocida en el siglo XIV, fue el autor de varios versos conservados en un manuscrito de la colección Mardin. En el siglo XV el escritor Isho ʿyahb Bar Mqaddam, uno de los pocos autores siríacos orientales conocidos en este período, fue mencionado como metropolitano de Erbil en 1443 y 1452, y puede haber tomado el nombre de Tomás. Los tres obispos restantes en la jerarquía siríaca oriental que apoyaron la elección de Sulaqa en 1552 incluían a un metropolitano anónimo de Erbil.

### La diócesis de Atel y Bohtan
Una diócesis siríaca oriental para Atel y el distrito de Bohtan, que persistió hasta el siglo XVII, parece haber sido fundada en el siglo XV. El primer obispo conocido de Atel, Quriaqos, se menciona en el colofón de un manuscrito copiado en 1437.
Un metropolitano de Atel llamado Yohannan se menciona en un colofón de 1497, y probablemente fue el metropolitano Mar Yohannan presente cinco años después en la consagración del patriarca Eliya V en septiembre de 1502. Un obispo anciano llamado Yohannan, quizás el mismo hombre, fue asesinado en Atel el 6 de junio de 1512 junto con otras 40 personas, incluidos sacerdotes cristianos y diáconos, por los soldados de Muhammad Bek.
Unos años más tarde, tres colofones mencionan a otro obispo de Atel llamado Yohannan: como obispo de 'Bokhtaye' en 1521, como obispo de 'Atel y Bokhtaye' en 1526, y como obispo de 'Atel y Dilan' en 1534. Quizás deba identificarse con el obispo Yohannan 'de la fortaleza de Atel' que fue quemado en la hoguera en Amida en 1572.

### La diócesis de Chipre

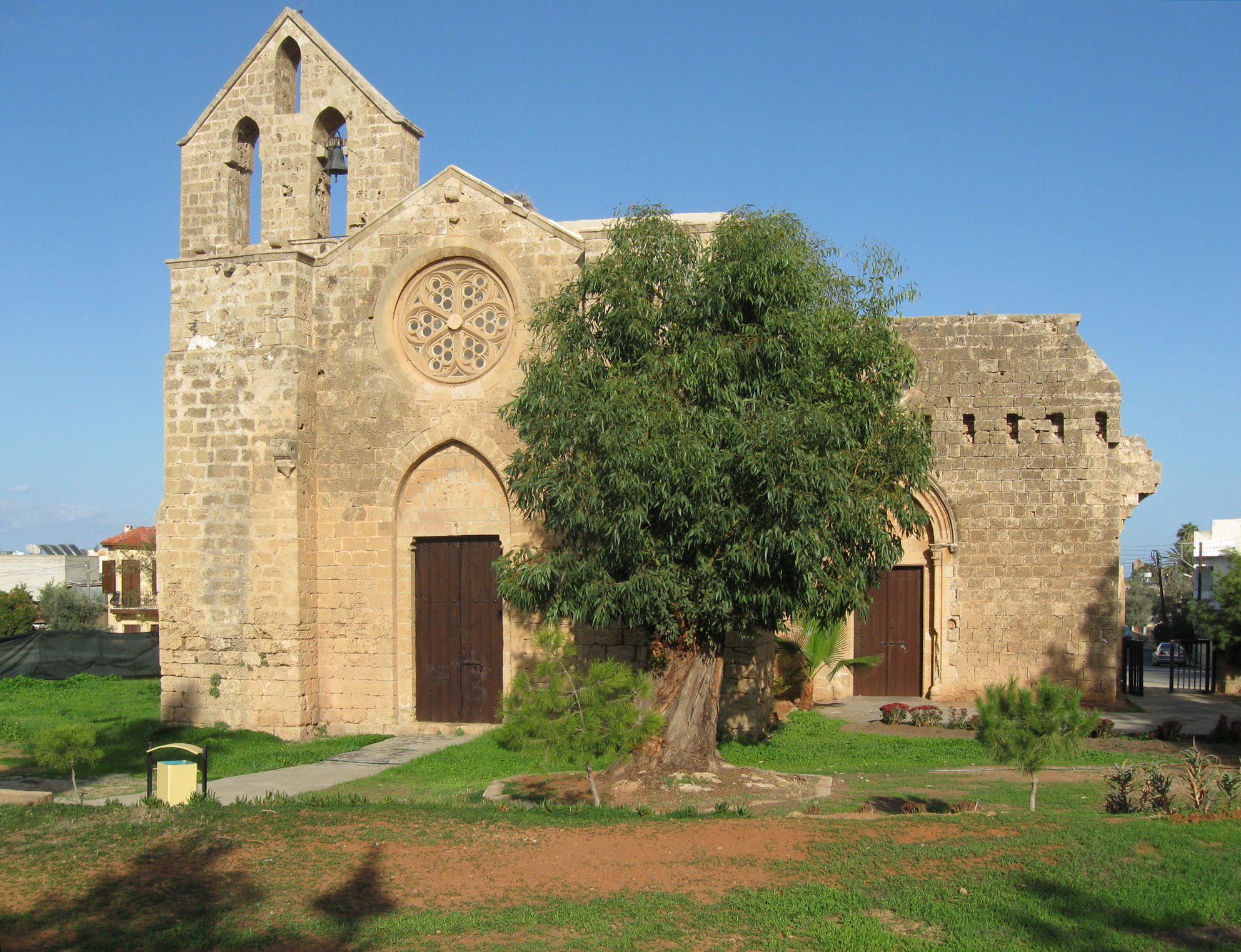
Una iglesia nestoriana (1350) en Famagusta, Chipre

Una comunidad de comerciantes siríacos orientales se estableció en Chipre después de la caída de Acre en 1292. Después de la destrucción de los reinos francos en Siria y Palestina, Chipre se convirtió en la base avanzada para la actividad cruzada durante los siglos XIV y XV, y Famagusta reemplazó a Acre como un centro de comercio con las ciudades del norte de Siria y Cilicia. A finales del siglo XIV la isla era la sede de un metropolitano nestoriano, que parece haber heredado el título de Tarso. La Iglesia latina ejerció una presión considerable sobre esta comunidad que consideraba herética. En 1340 el metropolitano nestoriano Eliya hizo una profesión de fe católica, y en 1445 el metropolitano Timoteo también se convirtió al catolicismo. La mayoría de los nestorianos de Chipre siguieron el ejemplo de sus obispos. El papa Eugenio IV los bautizó como "caldeos", porque usaban la lengua caldea (como se llamaba entonces el siríaco en Europa occidental). A mediados del siglo XVI los nestorianos que quedaban en la isla estaban confinados a la ciudad de Famagusta. Esta comunidad se dispersó pocas décadas después de la captura de la ciudad por los turcos en 1571, pero todavía se puede ver en Famagusta una hermosa iglesia nestoriana del siglo XIV, construida en estilo provenzal por el rico príncipe comerciante Francis Lakhas.